# Kenth Öhman
Kenth Öhman, född 18 april 1950, är en svensk före detta kortdistans- och häcklöpare (400 m och 400 m häck). Han tävlade för Enköpings AI.
Hans personbästa är 47,34 på 400 m (1972) och 51,62 på 400 m häck (också 1972).Är delaktiga i det svenska rekordet på 4x400 m satt i OS finalen i München 1972 tid 3.02.57. Japansk mästare på 400m häck 1973 med tiden 51,32 sek. Är även Tokyo mästare på 400m och 400m häck 1973. 

## Karriär (friidrott)
1970 deltog Kenth Öhman i de segrande lagen från KA 2 IF som vann SM-guld på 4x400 m (3.13,3) och 4x800 m (7.30,8) (i bägge fallen ihop med Nils-Erik Emilsson, Torsten Torstensson och Ulf Rönner).
Kenth Öhman deltog i det svenska stafettlaget på 4x400 m vid OS i München 1972. I försöksheatet den 9 september tog man sig vidare på nytt svenskt rekord (för landslaget) med 3.03,1. I finalen den 10 september kom man på sjunde plats, åter på nytt rekord, 3.02,57. Deltagare i laget vid bägge tillfällena var Erik Carlgren, Anders Faager, Kenth Öhman och Ulf Rönner.